# Pardosa pusiola
Pardosa pusiola is een spinnensoort in de taxonomische indeling van de wolfspinnen (Lycosidae).
Het dier behoort tot het geslacht Pardosa. De wetenschappelijke naam van de soort werd voor het eerst geldig gepubliceerd in 1891 door Tord Tamerlan Teodor Thorell.